# Райони Гамбії

## Схід

### Бассе (район місцевого самоврядування)
- Східний Фулладу
- Кантора
- Санду
- Вулі

### Яньянбуре (район місцевого самоврядування)
- Західний Фулладу
- Янянбурех
- Ньяміна Данкунку
- Східний Ньяміна
- Західний Ньяміна

### Кунтаур (район місцевого самоврядування)
- Нижній Салум
- Ньяні
- Ньянья
- Самі
- Верхній Салум

## Захід

### Банжул (район місцевого самоврядування)
- Банжул

### Каніфінґ (район місцевого самоврядування)
- Каніфінґ

### Брикама (район місцевого самоврядування)
- Фоні Бінтанг-Карена
- Фоні Бондан
- Фоні Брефет
- Фоні Яррол
- Фоні Кансай
- Центральний Комбо
- Східний Комбо
- Північний Комбо (Комбо-Сент-Мері)
- Південний Комбо

### Кереван (район місцевого самоврядування)
- Центральний Баддібу
- Йокаду
- Нижній Баддібу
- Нижній Ньюмен
- Верхній Баддібу
- Верхній Ньуму

### Манса-Конко (район місцевого самоврядування)
- Центральний Ярра
- Східний Ярра
- Західний Ярра
- Центральний Кьянг
- Східний Кьянг
- Західний Кьянг